# NGC 5467

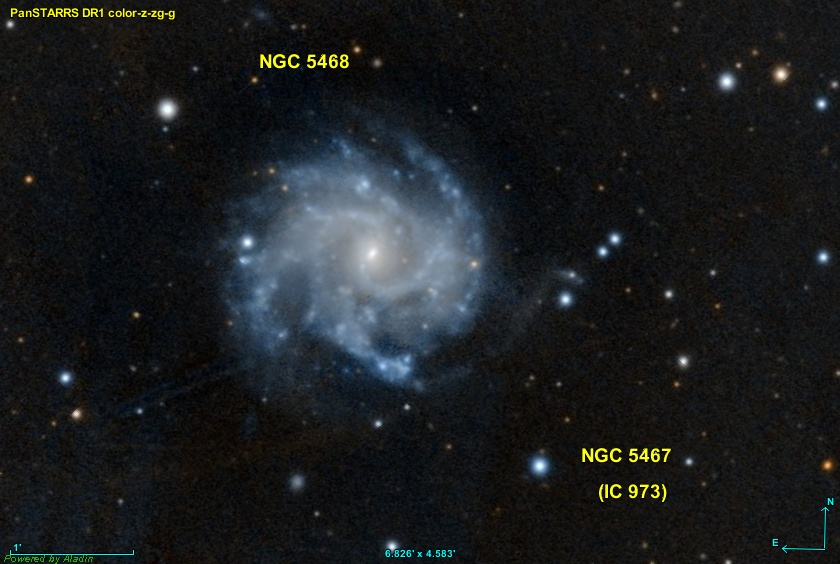
Imagem da estrela (Imagem criada utilizando o software Aladin Sky Atlas do Centro de Dados Astronômicos de Estrasburgo e Pan-STARRS)

NGC 5467 é uma estrela na direção da constelação de Virgo. O objeto foi descoberto pelo astrônomo Wilhelm Tempel em 1882, usando um telescópio refrator com abertura de 11 polegadas.